# Концерт для фортепиано с оркестром № 1 (Шарвенка)
Концерт для фортепиано с оркестром № 1 си-бемоль минор Op. 32 — произведение Франца Ксавера Шарвенки, первая крупная и зрелая работа композитора.

## Структура
1. Allegro patetico

2. Allegro assai

3. Allegro non tanto
Примерная продолжительность звучания 28 минут.
Композиционная особенность концерта состоит в том, что у него нет медленной части: Adagio строится на побочной теме первой части и включено в её состав.

## История создания и исполнения
В основу концерта легла двухчастная Фантазия для фортепиано соло, завершённая Шарвенкой в 1869 году, но отвергнутая издательством Breitkopf & Härtel, напечатавшим вместо этого ряд его мелких пьес, которые принесли девятнадцатилетнему автору первую известность. В дальнейшем Шарвенка вернулся к этой музыке, основательно переделав, расширив и добавив оркестровые партии, — эта работа проходила летом 1873 года в замке Каролат (нынешняя деревня Седлиско в Польше), где композитор гостил у графини Элизабет фон Бёйтен-Каролат, а затем вплоть до сентября 1874 г. в ходе его военной службы. 14 апреля 1875 года автор впервые исполнил концерт в берлинском театре Рейхенхалле (дирижировал Юлиус Штерн). Однако Шарвенка не был вполне удовлетворён структурой произведения, несмотря на то, что летом 1875 года концерт был тепло принят Ференцем Листом, которому автор сыграл его во время приезда в Веймар. При переделке сочинение обрело своеобразную трёхчастную форму. Автор впервые исполнил его весной 1877 года в Бремене, согласно его собственным воспоминаниям; подробности этой премьеры неизвестны. Шарвенка посвятил концерт Листу, который рекомендовал его для исполнения на съезде Всегерманского музыкального общества в Ганновере.
Первый концерт Шарвенки пользовался заметным успехом и популярностью в последней четверти столетия. 20 октября 1877 года его первую часть исполнил в Вене Густав Малер (единственное известное его публичное выступление в качестве солиста), неделей позже Эдвард Даннройтер исполнил лондонскую премьеру, Константин фон Штернберг в 1880 г. — нью-йоркскую. Сам Шарвенка также выступал с этим концертом как солист во многих странах.
В первой половине XX века концерт в значительной степени вышел из употребления. Однако в 1968 году его записал Эрл Уайлд, помнивший его с детских лет (учитель Уайлда Зельмар Янсон учился у Шарвенки); утверждается, что когда дирижёр Эрих Ляйнсдорф обратился к Уайлду с предложением этой записи, Уайлд ответил: «Я сорок лет ждал, что мне позвонят и предложат это сыграть!». Возвращение Шарвенки в круг более широкого внимания исполнителей и слушателей началось уже в 1990-е годы, состоялось несколько новых записей, из которых наибольший резонанс вызвала запись Марка Андре Амлена для серии лейбла Hyperion Records «Романтический фортепианный концерт» (2005).